# Musée archéologique de Gaziantep

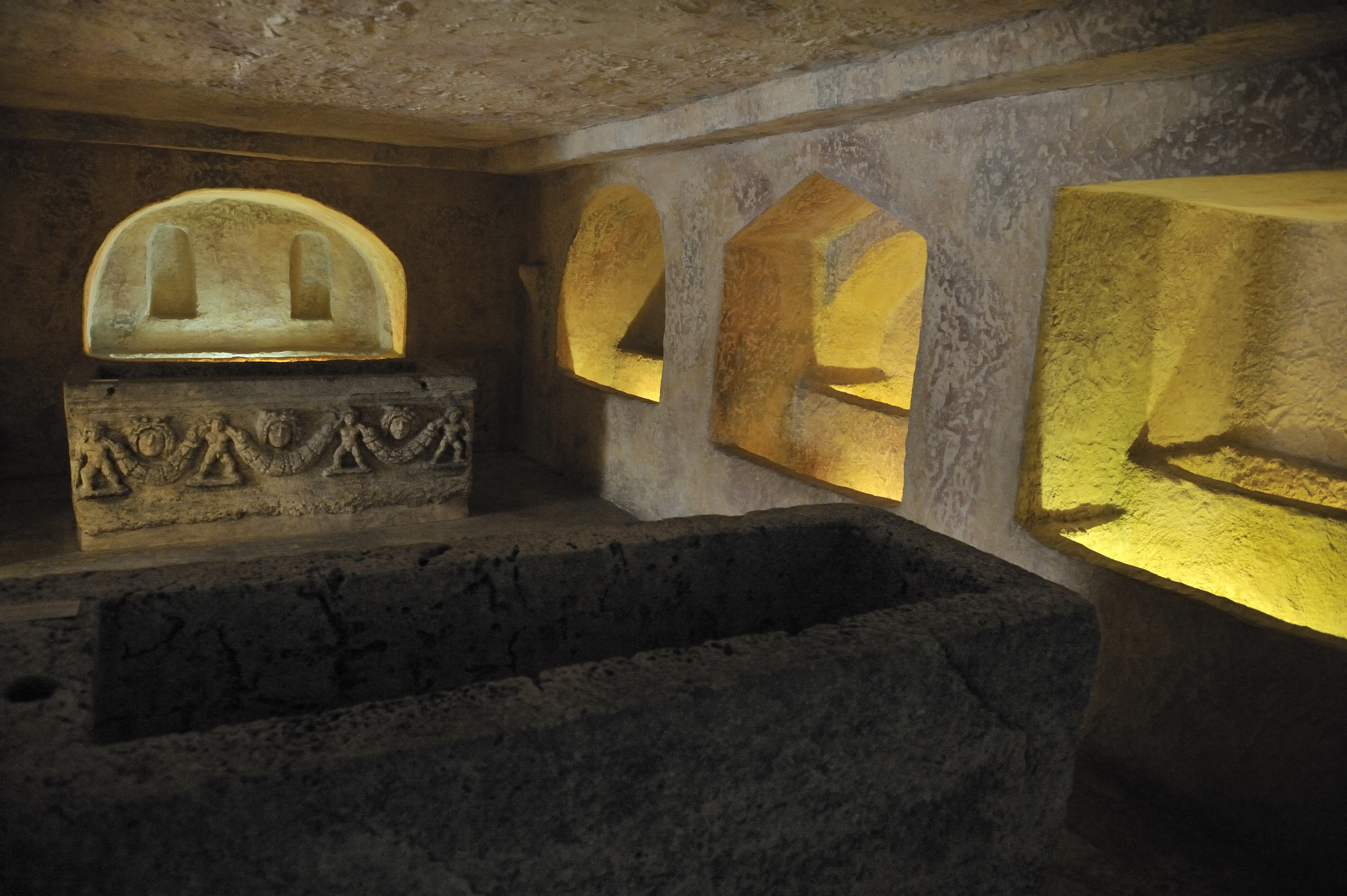
Reconstitution d'une tombe

Le Musée archéologique de Gaziantep (turc : Gaziantep Arkeoloji Müzesi) est un musée d'archéologie situé dans la ville de Gaziantep, en Turquie. Il a abrité pendant quelques années une collection de mosaïques, dont la plupart ont été extraites de l'ancien site de la ville romaine de Zeugma. Un nouveau musée, le musée de Zeugma (ou Zeugma Mosaic Museum), construit à 1 km de là, les abrite désormais.

## Histoire
Le musée dans sa forme actuelle date de 2005. Après une refonte des expositions, le musée abrite désormais une belle collection de trouvailles de la région.
Les mosaïques de Zeugma ont été confiées au nouveau musée de Zeugma.

## Collections
Les expositions comprennent une collection d'artefacts allant de la Préhistoire à l'époque ottomane.
- Objets paléolithiques et squelette d'un mammouth ;
- Objets d'une nécropole de l'âge du bronze ;
- Objets hittites, œuvres d'art et verrerie persanes, romaines, hellénistiques et commagènes ;
- Pièces et médaillons ottomans et islamiques.

Stèles funéraires hittites et romaines
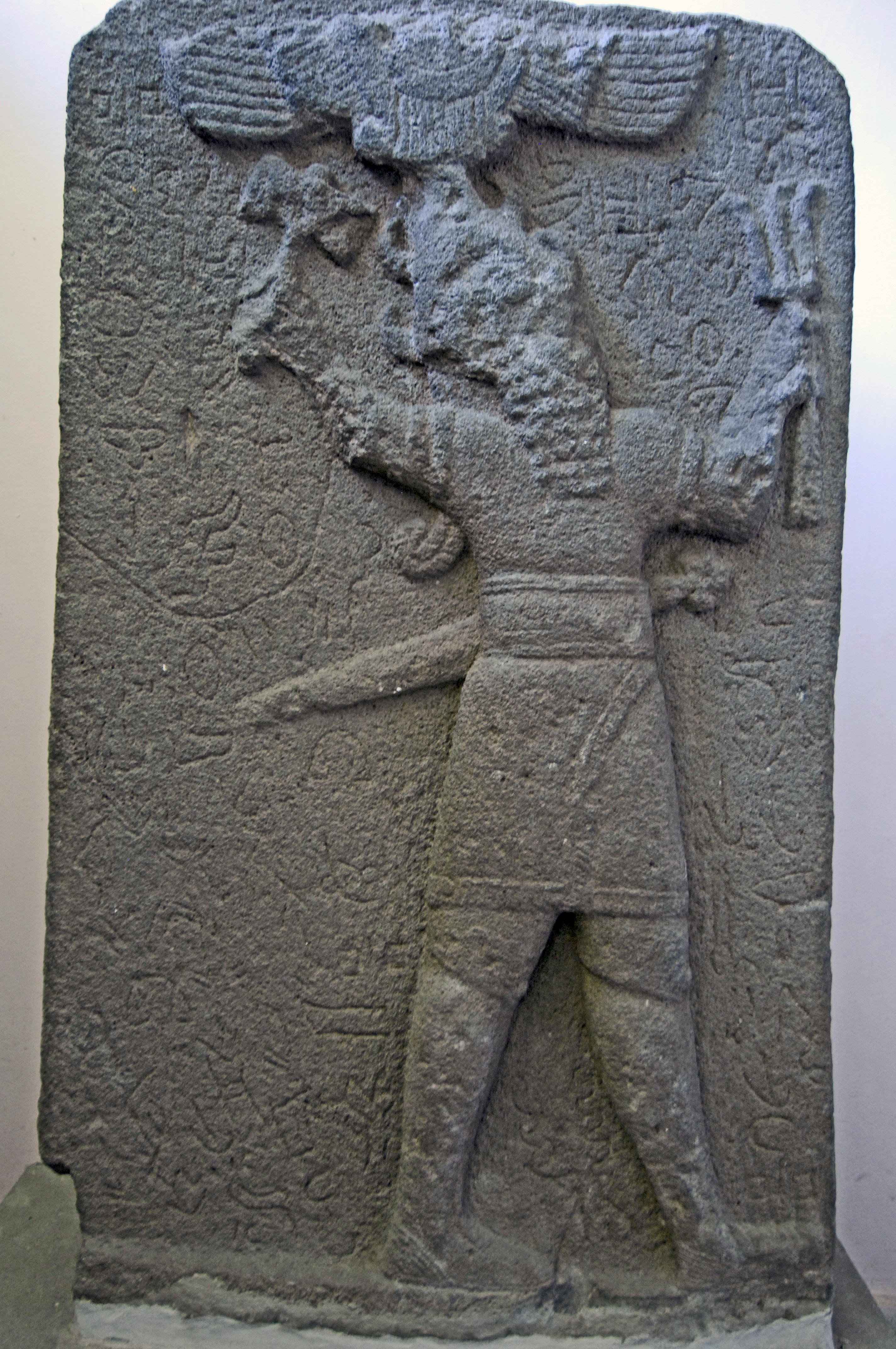
Stèle hittite tardive, basalte, 700-750 av. J.-C. Le dieu de la tempête Tysup tient une hache et un faisceau d'éclairs. Au-dessus du dieu, disque solaire ailé.
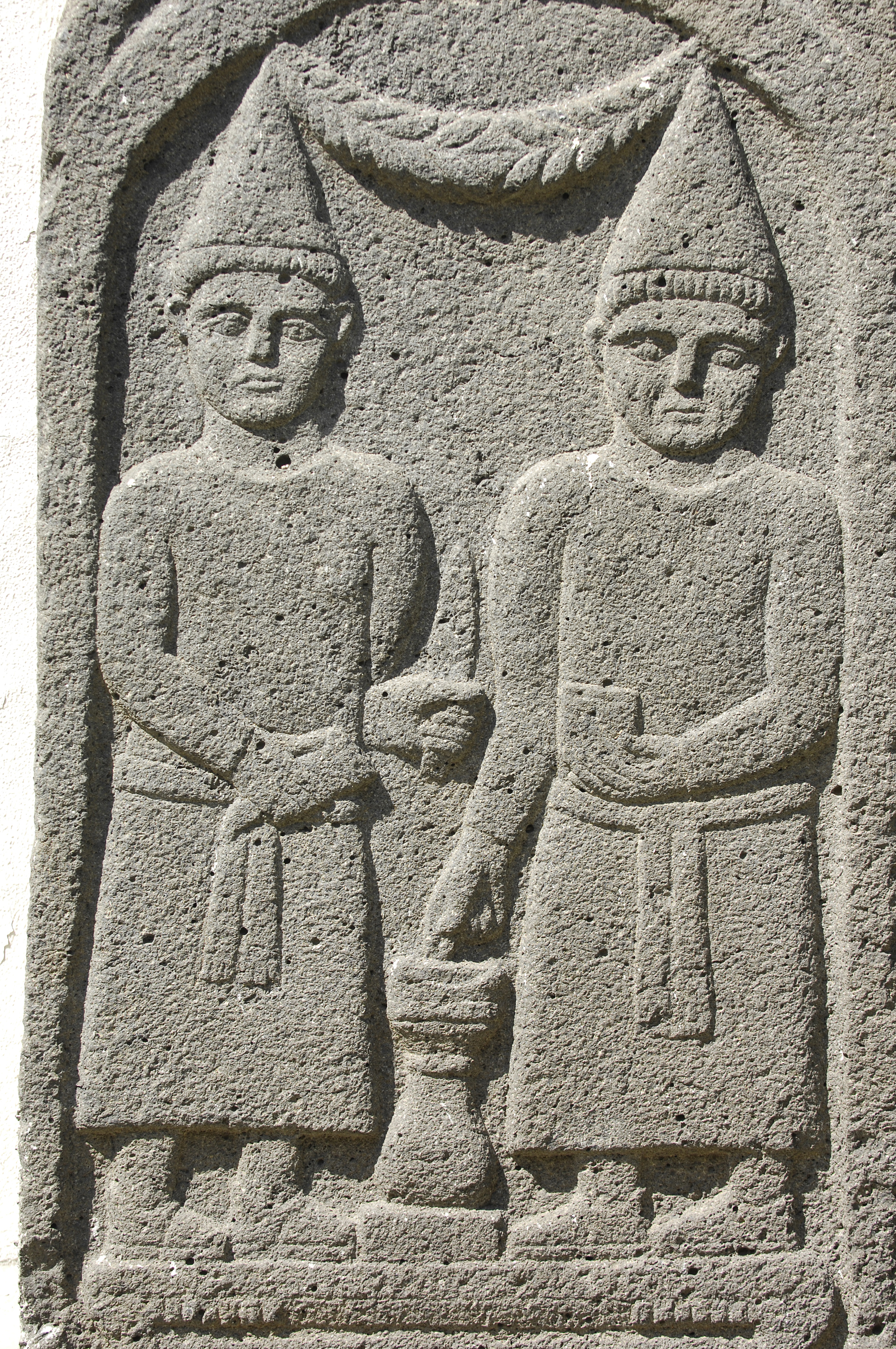
Deux prêtres sur une stèle funéraire. Basalte, époque romaine, IIe siècle apr. J.-C.

Attaché au musée se trouve un jardin contenant une sélection d'artefacts en pierre, notamment des pierres tombales païennes de Zeugma, des pierres tombales chrétiennes et des statues hittites.

Stèles funéraires de type Palmyre
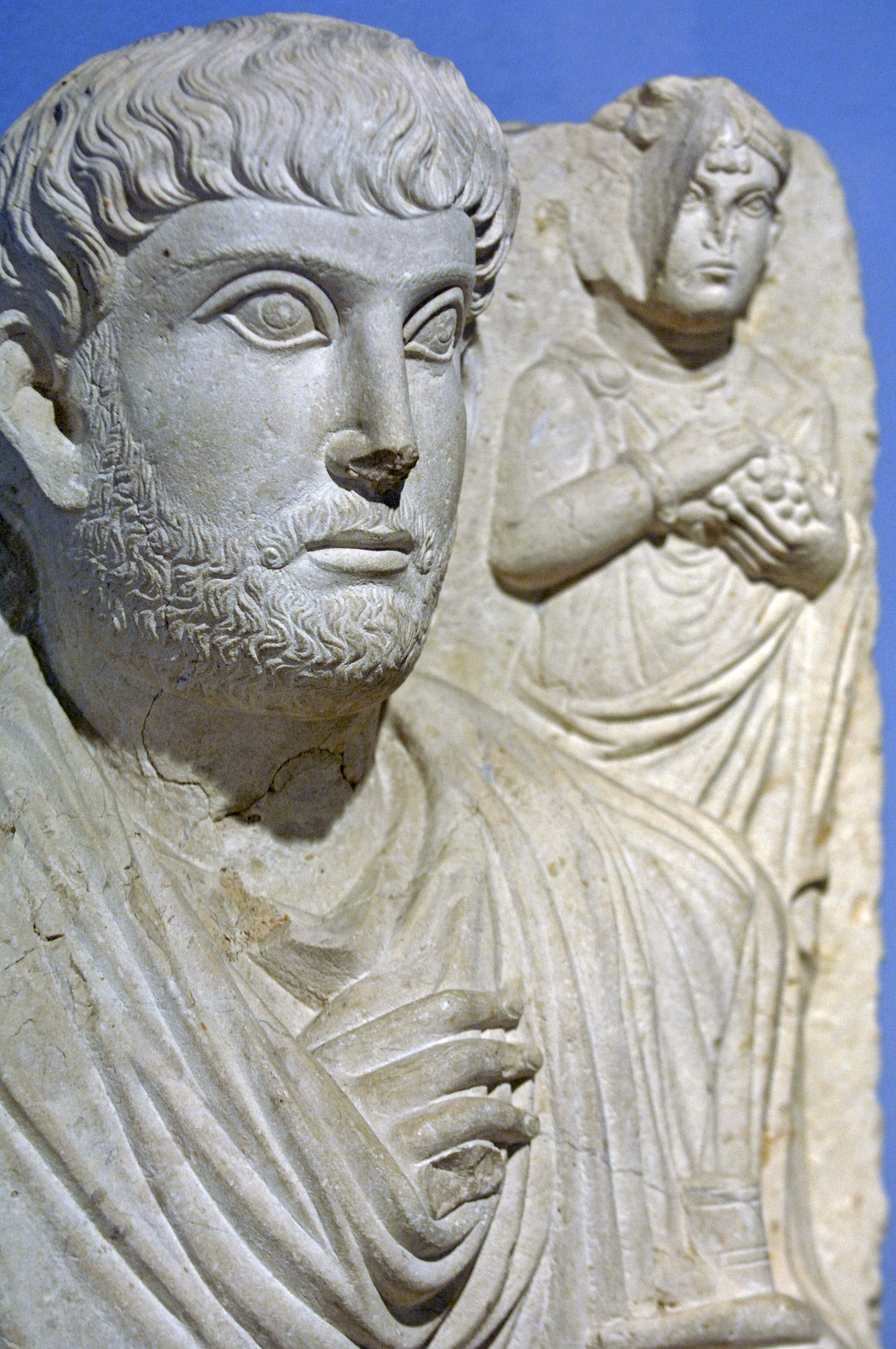
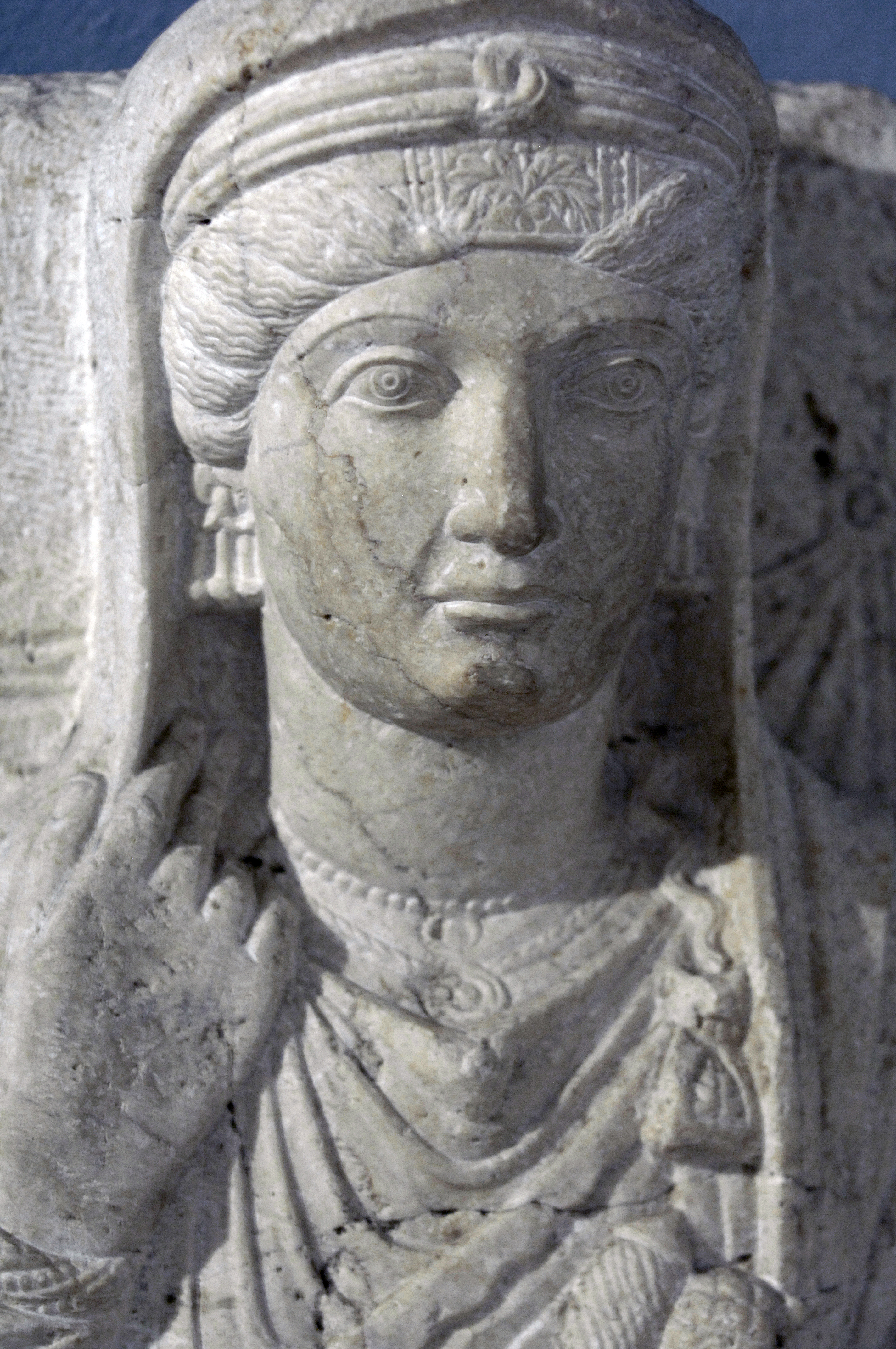
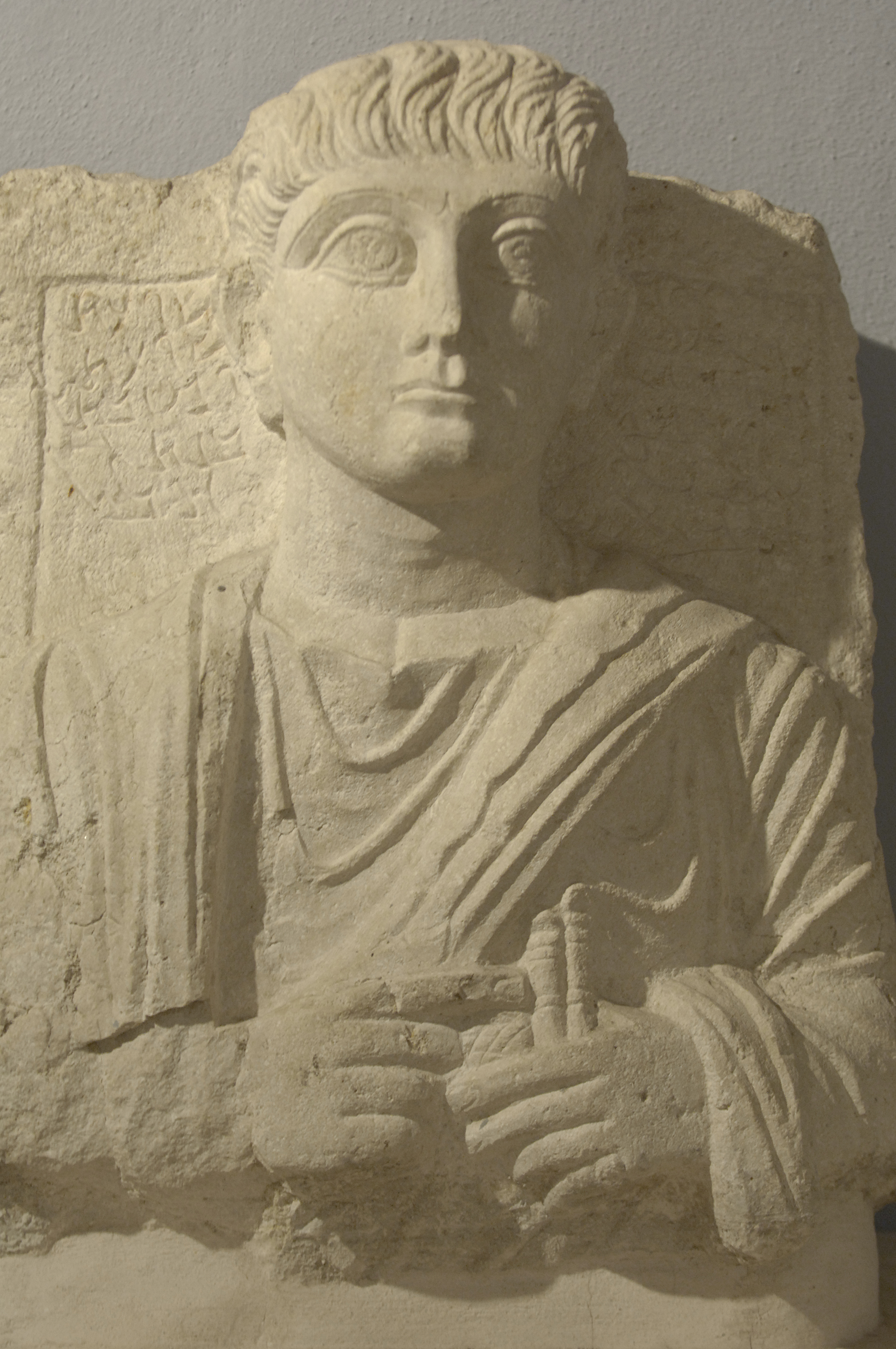